# Candelaria Molfese
María Candelaria Molfese (Buenos Aires, 3 de enero de 1991) conocida como Cande Molfese, es una actriz, bailarina, cantante y conductora argentina. Se hizo conocida por el papel de Camila Torres en la telenovela Violetta y por el papel doble de Ada y Eva en la telenovela Soy Luna, ambas de Disney Channel Latinoamérica.

## Primeros años
Molfese nació en Buenos Aires el 3 de enero de 1991. Es hija de Carlos Molfese y Liliana Martínez. Es la menor de cinco hermanas. Sus padres están divorciados desde que ella tenía un año. Tiene ascendencia de Nápoles (Italia).
Desde pequeña sintió interés por la actuación, por lo que comenzó su formación artística desde muy joven, realizando estudios de canto, piano, comedia musical, teatro y baile. Comenzó su carrera como actriz protagonizando obras de teatro como Pocahontas, Hércules, La sirenita y La Comedia.

## Carrera
En 2010, obtuvo un papel en el musical infantil Juntas y Revueltas, las presentaciones del musical se realizaron en Buenos Aires.
En 2011, Molfese descubrió a través de un sitio web información sobre las audiciones para la serie original de Disney Channel Violetta.
Molfese tomó la decisión de participar en las audiciones y después de un exitoso proceso de casting, fue elegida y confirmada como parte del elenco principal de la serie a finales de 2011. La serie fue una coproducción entre Disney Chanel Latinoamérica y Pol-ka Producciones.
El rodaje de la primera temporada arrancó en septiembre de 2011 en Buenos Aires. La serie se estrenó el 14 de mayo de 2012 y se emitió a nivel mundial durante cuatro años, contando con tres temporadas.También participó en la banda sonora de la serie y participó en las dos giras internacionales, Violetta en vivo y Violetta Live en donde interpretó temas de la banda sonora.
En 2013, fue embajadora de la organización Amigos por el mundo.
En 2014, finalizó el rodaje de la última temporada de Violetta, grabada en Buenos Aires y Sevilla.
En 2016, fue presentadora de la cuarta temporada del programa de televisión Fans en Vivo.
En agosto de 2016, protagonizó la campaña "Upload Project" de la organización sin fines de lucro israelí Stand With Us, con la actriz Sheryl Rubio y varios influencers latinos.
La campaña tenía como objetivo promover el turismo en Medio Oriente, razón por la que se trasladó a Israel por unos días y visitó las ciudades de Tel Aviv y Jerusalén.
En 2017, participó en la segunda temporada de la serie de Disney Chanel, Soy Luna, en donde interpretó el doble rol de Ada y Eva. En 2018 volvió a asumir el papel de Ada para la tercera y última temporada de Soy Luna.
Ese mismo año, fue anunciada como parte del elenco de la telenovela de El trece, Quiero vivir a tu lado, interpretando el personaje de Natalia Roucco, durante su juventud.
En 2018, fue confirmada para la segunda temporada del reality show musical La Voz Argentina siendo Host digital de "El regreso". Ese mismo año, lanzó el vídeo musical de "Todos juntos/ Alive" en colaboración con Fer Dente.

### Otros trabajos
El 15 de noviembre de 2015, Molfese lanzó su primer libro, Mundo Cande, que presenta detalles sobre su familia, consejos de belleza y contenido relacionado con los alimentos. En 2016, realizó una firma en Varsovia por el lanzamiento del libro. El libro ha sido publicado en español y polaco.
En 2016, Molfese se unió al elenco del programa web argentino orientado a los adolescentes Fans en Vivo, como coanfitriona, reemplazando a Jenny Martínez. Su primer episodio con la serie se emitió el 30 de mayo de 2016.
Previamente, Molfese trabajó en el sitio web, FWTV, como anfitrión de su propio blog de vídeo de viajes, documentando los tours de Violetta y en series de vídeos de cocina y estilo de vida por separado.
Desde 2015, Molfese tiene su propio Canal de Youtube donde ella subió vídeos de muchas temáticas como maquillaje o cocinar.En 2021, integró el elenco de la obra de José María Muscari Redes, obra que se exhibió en el paseo de la plaza en la avenida Corrientes. 
En 2022 lanzó su segundo libro, Un año diferente, junto a su hermana Josefina Molfese. Ese mismo año volvió al teatro con Wellness junto a Clari Alonso, y Regreso en Patagonia con Fer Dente, Franco Masini y Nahuel Pennisi en el  Metropolitan Sura, también inauguró su propio negocio Borja café y siguió con su trabajo como influencer.
Durante 2023 estuvo trabajando en Radio, en el programa Perros de la calle por Urbana Play, junto a Andy Kusnetzoff, Harry Salvarrey, Sofía Martínez y Evelyn Botto. A fin de año anunció que dejaba el ciclo para perseguir sus proyectos actorales.
En 2024 fue ganadora de BakeOff Famosos. 

## Filmografía

### Cine
| Año  | Título                | Rol           | Notas                 |
| ---- | --------------------- | ------------- | --------------------- |
| 2014 | Violetta en concierto | Camila Torres | Película de concierto |
| 2018 | Bruno Motoneta        | Auxilio       | Coprotagonista        |
| 2019 | Te pido un taxi       | Belén         | Papel de reparto      |
| 2021 | La sombra del gato    | Brenda        | Papel de reparto      |
| 2024 | Hermanados            | Lucía         | Coprotagonista        |

### Televisión
| Año       | Título                     | Papel                  | Canal          | Notas                                                                                           |
| --------- | -------------------------- | ---------------------- | -------------- | ----------------------------------------------------------------------------------------------- |
| 2012      | Peter Punk                 | Chica del parque       | Disney XD      | Extra                                                                                           |
| 2012–2015 | Violetta                   | Camila Torres          | Disney Channel | Reparto principal                                                                               |
| 2017      | Quiero vivir a tu lado     | Natalia Roucco (joven) | Canal 13       | Reparto secundario                                                                              |
| 2017-2018 | Soy Luna                   | Eva Ada                | Disney Channel | Reparto secundario (temporada 2); 13 episodios Reparto secundario (temporada 2-3); 27 episodios |
| 2018-2019 | Disney Planet              | Varios personajes      | Disney Channel | Participación especial en sketchs                                                               |
| 2020      | Si solo si                 | Catalina               | TV Pública     | Reparto principal (temporada 3)                                                                 |
| 2020      | Cantando 2020              | Participante           | Canal 13       | 6.ta eliminada                                                                                  |
| 2021      | Con amigos así             | Panelista              | KZO            |                                                                                                 |
| 2023      | DT, la misión              | Jimena                 | Canal 7        | Reparto principal                                                                               |
| 2023      | Barrabrava                 | Luciana                | Prime Video    | Reparto secundario                                                                              |
| 2024      | El sabor del silencio      | Andrea                 | Flow           | Reparto principal                                                                               |
| 2024      | Bake Off Famosos Argentina | Participante           | Telefe         | Ganadora                                                                                        |

### Web
| Año       | Título                    | Papel                       | Difusión                   | Notas                                |
| --------- | ------------------------- | --------------------------- | -------------------------- | ------------------------------------ |
| 2016-2018 | Fans en vivo              | Coconductora                | FWTV                       |                                      |
| 2017      | Soy Ander                 | Chloe Martini               | UN3                        | Elenco principal                     |
| 2017-2018 | Etiquetados               | Conductora                  | Facebook Watch - Canal 13  |                                      |
| 2018      | Sin filtro                | Conductora                  | Facebook Watch - Canal 13  |                                      |
| 2018      | #Lado V                   | Conductora                  | Facebook Watch - Telefe    |                                      |
| 2020      | #Modo Live                | Conductora                  | Facebook Watch - Telefe    |                                      |
| 2022      | Solo amor y mil canciones | Ella misma                  | Disney+                    | Especial por los 10 años de Violetta |
| 2022-2023 | Antes que nadie           | Coconductora                | Luzu TV (YouTube y Twitch) |                                      |
| 2023      | 911                       | Coconductora y coproductora | Loft (YouTube y Twitch)    |                                      |
| 2024      | Somos                     | Ana                         | Luzu TV (YouTube y Twitch) | Episodio: «El contrato»              |

## Teatro
- 2010 — Juntas y revueltas
- 2016 — Stocker Obra
- 2019 — La llamada
- 2019 — Chicas católicas
- 2020 — Sin querer o queriendo
- 2021 — Rent
- 2021 — Redes[25]
- 2022 — Wellness
- 2022 — Regreso en Patagonia
- 2025 — Escape Room

## Discografía
Bandas sonoras
- 2012: Violetta[26]
- 2012: Cantar es lo que soy[27]
- 2013: Hoy somos más[28]
- 2014: Gira mi canción[29]
- 2015: Crecimos juntos[30]

Álbumes en vivo
- 2013: Violetta en vivo[31]

## Giras musicales
- Violetta en vivo (2013–2014)
- Violetta Live (2015)

## Premios y nominaciones
| Año  | Premio                                    | Categoría                | Producción                        | Resultado |
| ---- | ----------------------------------------- | ------------------------ | --------------------------------- | --------- |
| 2016 | Nickelodeon Kids' Choice Awards Argentina | Momento viral            | Ruggelaria - Mejor amigo VS Novio | Ganadora  |
| 2017 | Nickelodeon Kids' Choice Awards Argentina | Chica trendy             | Ella misma                        | Nominada  |
| 2018 | Premios Martín Fierro Digital             | Mejor contenido temático | Fans en Vivo                      | Ganadora  |
| 2018 | Premios Martín Fierro Digital             | Estrella digital         | Ella misma                        | Nominada  |